# Werner Paul Schmidt
Werner Paul Schmidt (* 1888 in Nauendorf; † 22. März 1964 in München) war ein deutscher Maler und Grafiker.

## Leben und Werk
Schmidt studierte bei Max Thedy an der Großherzoglich-Sächsischen Kunstschule Weimar und ab 1906 an der Akademie der Bildenden Künste München, ab 1913 bei Franz von Stuck. Danach arbeitete er als freischaffender Künstler in München. Er war Mitglied der „eher traditionell ausgerichteten“ „Münchner Künstlergemeinschaft“, an deren Jahresausstellungen er regelmäßig teilnahm. Als Maler schuf er stilllebenhafte Bilder von Mädchen und Kindern, Schlafenden, Hirten und Gärtnerinnen, Tieren und Blumen, die ein schönes Ausruhen des Menschen in der Natur spiegeln und in denen sich expressiver Kolorismus und neusachliches Formgefühl vereinigen.
Für den Inselverlag, den Drei-Masken-Verlag und den Kurt Wolff-Verlag gestaltete er Buchschmuck und Illustrationen, so zu Ausgaben von Goethes „Hermann und Dorothea“ und „Götz von Berlichingen“, zu Theophile Gautier und Balzac. 1914 druckte „Kunst und Künstler“ u. a. eine Illustration Schmidts zu Voltairs „Candide“.
Illustrationen lieferte Schmidt auch für Zeitschriften wie „Simplicissimus“ und „Jugend“.
Es „ergibt sich das Bild eines marktorientierten Künstlers, der sich schließlich der vorherrschenden Kunst des Dritten Reiches anschließen wird.“
Schmidt unternahm zahlreiche Auslandsreisen, u. a. nach Holland, Italien, nach London und Paris. 1930 erhielt er von der Albrecht-Dürer-Stiftung Nürnberg ein Stipendium von 500 RM.
In der Zeit des Nationalsozialismus war Schmidt Mitglied der Reichskammer der bildenden Künste. Für diese Zeit ist seine Teilnahme an 22 großen Ausstellungen sicher belegt, darunter 1941 mit dem Ölgemälde „Stephanskirchen“ die Große Deutsche Kunstausstellung in München. Sein Tafelbild „Erntezeit“ befand sich 1937 im Besitz des „Reichsschatzmeisters der NSDAP“. Die im Internet kursierende Information, dass er Ausstellungsverbot erhielt, ist somit offensichtlich falsch. 
1937 wurden allerdings in der Aktion „Entartete Kunst“ aus mehreren Museen die Mappenwerke „Kriegsbilderbogen Münchner Künstler“ (Goltzverlag, München, 1914) und „Shakespeare Visionen. Eine Huldigung deutscher Künstler“ (Verlag Reinhard Piper München, 1918) beschlagnahmt, die jeweils ein Blatt Schmidts enthielten („Vorposten“, aquarellierte Lithografie, 1914, und „Richard III“, Lithografie, 1917) Beschlagnahmt wurde auch aus dem Stettiner Museum für Kunst und Kunstgewerbe seine Lithografie „Kampfszene“ (1917), die sich jetzt im Bestand des Kupferstichkabinetts Berlin befindet.
Nach dem Ende des NS-Staats arbeitete Schmidt in München weiter als freischaffender Künstler. 1962 erhielt er den Seerosenpreis der Stadt München.
Werke Schmidts befinden sich u. a. im Bestand der Münchner Pinakothek.